# Helcon rufus
Helcon rufus är en stekelart som först beskrevs av Jean-Jacques Kieffer 1911.  Helcon rufus ingår i släktet Helcon och familjen bracksteklar. Inga underarter finns listade i Catalogue of Life.